# Jacksonville, Illinois
Jacksonville är en stad (city) i Morgan County, i delstaten Illinois, USA. Enligt United States Census Bureau har staden en folkmängd på 19 445 invånare (2011) och en landarea på 27,1 km². Jacksonville är huvudort i Morgan County.